# Национальная академия изобразительного искусства и архитектуры
Национа́льная акаде́мия изобрази́тельного иску́сства и архитекту́ры (укр. Націона́льна акаде́мія образотво́рчого мисте́цтва і архітекту́ри) — украинское высшее художественное учебное заведение имеющее академическое направление и готовящее специалистов живописи, скульптуры, графики, театрально-декорационного искусства, архитектуры, реставрации произведений искусства, искусствоведения и артменеджмента.

## История

### 1917—1922

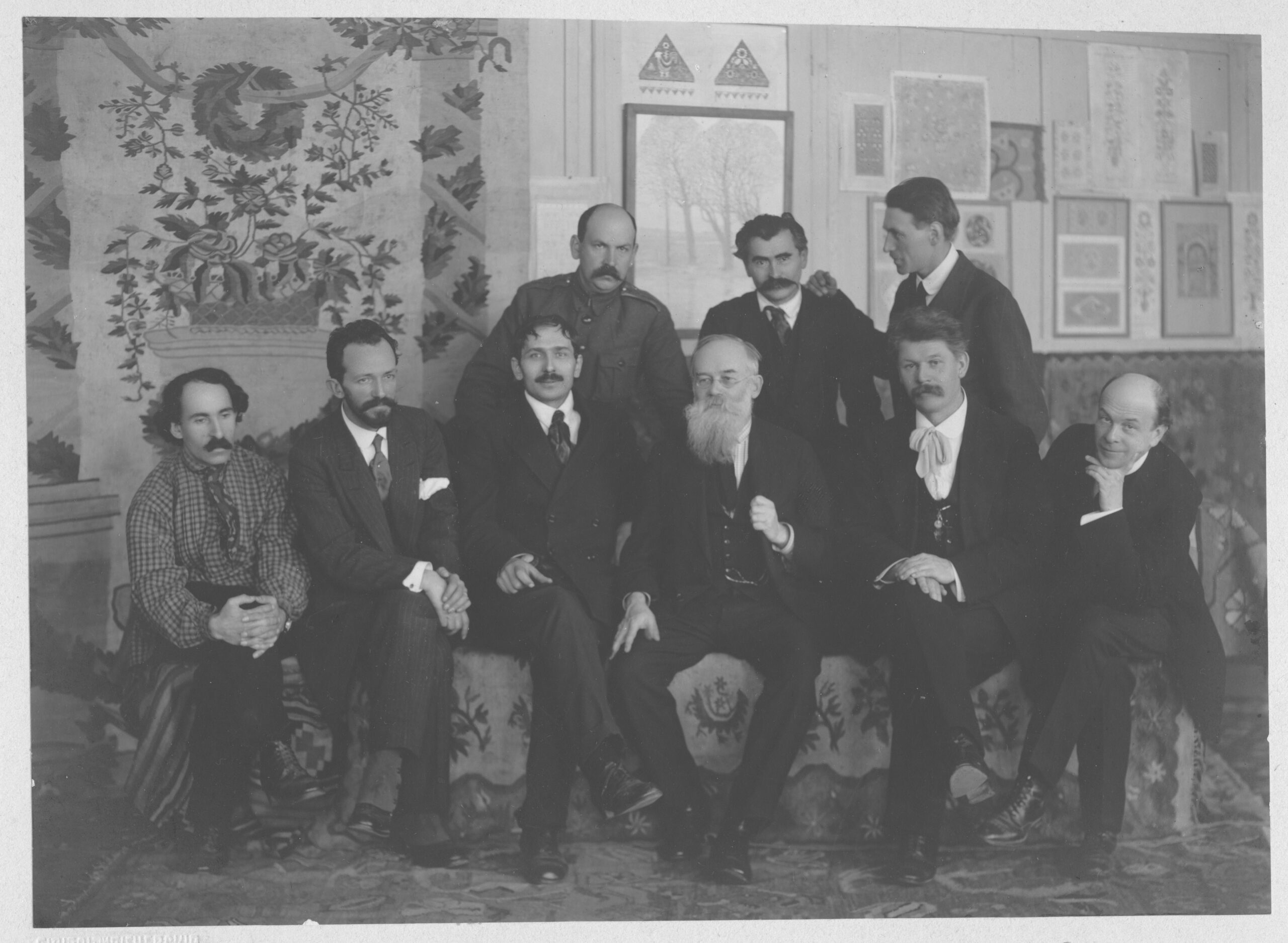
Основатели Украинской академии искусств в день её открытия 5 декабря 1917 года. Стоят (слева направо): Г. Нарбут, В. Кричевский и М. Бойчук. Сидят: А. Маневич, А. Мурашко, Ф. Кричевский, М. Грушевский (глава Центральной Рады), И. Стешенко, Н. Бурачек.

Национальная академия изобразительного искусства и архитектуры является наследницей Украинской академии искусства, которая была основана в 1917 году в Киеве Учредительной комиссией во главе с Григорием Павлуцким. Эта комиссия была создана по инициативе генерального секретаря Министерства образования Украинской Народной Республики Ивана Стешенко. Устав Академии утвердила Центральная Рада 5 (18) ноября 1917 года. Торжественное открытие состоялось 5 (18) декабря того же года в помещении Центральной Рады.
Академию возглавлял Совет Академии в составе Дмитрия Антоновича, Павла Зайцева, Д. Щербаковского (учёный секретарь) и других. Первым ректором стал Фёдор Кричевский.
Первыми профессорами Академии были: М. Бойчук (монументальное искусство), Н. Бурачек (пейзаж), В. Кричевский (архитектура, композиция), Ф. Кричевский (живопись, портрет), А. Маневич, А. Мурашко, М. Жук (станковая живопись, рисунок), Г. Нарбут (графика). В 1921 году в профессорский состав дополнительно вошли: Л. Крамаренко (монументально-декоративная живопись), В. Меллер (театральное оформление), С. Налепинская-Бойчук (гравюра), Е. Сагайдачный, Б. Кратко (скульптура), А. Таран (мозаика) и другие.
Первоначально Академия располагалась в помещении бывшего Педагогического музея, затем её перевели в здание бывшей торговой школы. В феврале 1919 года, после взятия Киева войсками РККА, Академия искусств стала государственным учреждением. По предложению Г. Нарбута, утверждённого в феврале 1918 года в ректорской должности, она получила статус научно-исследовательского института.
В августе 1919 года, после взятия Киева Добровольческой армией Деникина, Украинская академия художеств была зачислена в разряд не финансируемых властями частных учебных заведений. Ей было дано новое название: «Академия художества в Киеве, существующая на основании отношения начальника Управления народного просвещения при Особом совещании при главнокомандующем вооружёнными силами на Юге России на имя г. попечителя Киевского учебного округа от 5 октября 1919 года за № 4998». К тому же Академия была изгнана из своего здания, а все её имущество выброшено на чердак. Украинское кооперативное объединение «Днепр-Союз» помогло Нарбуту приобрести две пустовавшие квартиры в том же доме в Георгиевском переулке, 11, где жил он сам с В. Л. Модзалевским. В них разместились живописные мастерские, библиотека и канцелярия. Под мастерскую графики Нарбут отвёл свою бывшую гостиную, приёмной ректора стал бывший кабинет Модзалевского. В декабре 1920 года, после восстановления Советской власти в Киеве, Академия разместилась в здании бывшего Дворянского собрания.

### 1922—1934
В 1922 году распоряжением Губернского отдела профессионального образования при Наркомате просвещения Академию реорганизовали в Киевский институт пластических искусств. В 1924 году к нему на правах факультета присоединили Украинский архитектурный институт, существовавший с 1918. Новообразованный вуз назвали Киевский художественный институт. Институт разместился в здании бывшей Киевской духовной семинарии, где располагается и поныне. Ректором его назначили Ивана Ивановича Врона.
По-новому была определена и структура учебного заведения. Она стала направлена, главным образом, на подготовку художников «для гармонического формирования окружающего среды, быта, производства». Так, на живописном факультете, кроме отделений станкового и монументального искусства, открылось новое — теа-кино-фото. На скульптурном факультете вместе с монументальной и станковой скульптурой осваивались художественная обработка дерева и керамика. С учётом нужд книгопечатания осуществлялось всестороннее изучение графических техник на полиграфическом факультете, где воспитывались будущие художники-полиграфисты. Отдельное место занимал художественно-педагогический факультет, на котором готовили художников-педагогов и, так называемых, художники-политпросветников для клубной работы.
За короткое время Киевский художественный институт занял одно из ведущих мест среди художественных учебных заведений СССР. Однако, начавшаяся в конце 1920-х — начале 1930-х годов междоусобная борьба за гегемонию в искусстве, личные распри и усиление идеологического прессинга свели на нет все достижения. Профессура начала оставлять институт. В 1930 году был закрыт полиграфический факультет и ряд отделений. В том же году был уволен с должности ректора И. Врона и проведена новая реорганизация вуза согласно пролеткультовской идеологии. Учебное заведение получило название Киевский институт пролетарской художественной культуры, были образованы такие факультеты, как художественно-пропагандистский, художественного оформления пролетарского быта, скульптурного оформления социалистических городов, коммунистического художественного воспитания. Из учебных планов изымалось множество дисциплин, важных для развития профессиональных навыков.

### 1934—1992
В 1934 году, после коренной реформы заведения, вуз получил новое название — Всеукраинский художественный институт. Его ректором был назначен Бенькович. В конце 1930-х годов Киевский государственный художественный институт вернулся к академическим методам образования. Вследствие реорганизации приоритет был отдан станковым формам. Станковое искусство на длительное время стало основой методики обучения, которое состояло в тщательном штудировании натуры средствами рисунка и живописи и последовательном усложнении упражнений, с целью подготовки студента к выполнению сюжетно-тематической композиции в той или той области изобразительного искусства.
В послевоенные годы институт существенно расширился, в частности, увеличилось количество его структурных подразделений. Так, в 1948 году был восстановлен графический факультет с мастерскими книжной, станковой графики, политического плаката. Факультет создавался на базе мастерской графических искусств, открытой в 1945 году при живописном факультете. В 1958 году был основан художественно-педагогический факультет, а в следующем — факультет теории и истории искусства. Расширился и живописный факультет: в 1965 году при нём была открыта мастерские монументального и театрально-декорационного искусства, а позднее — отделение технологии и реставрации живописи.

### с 1992

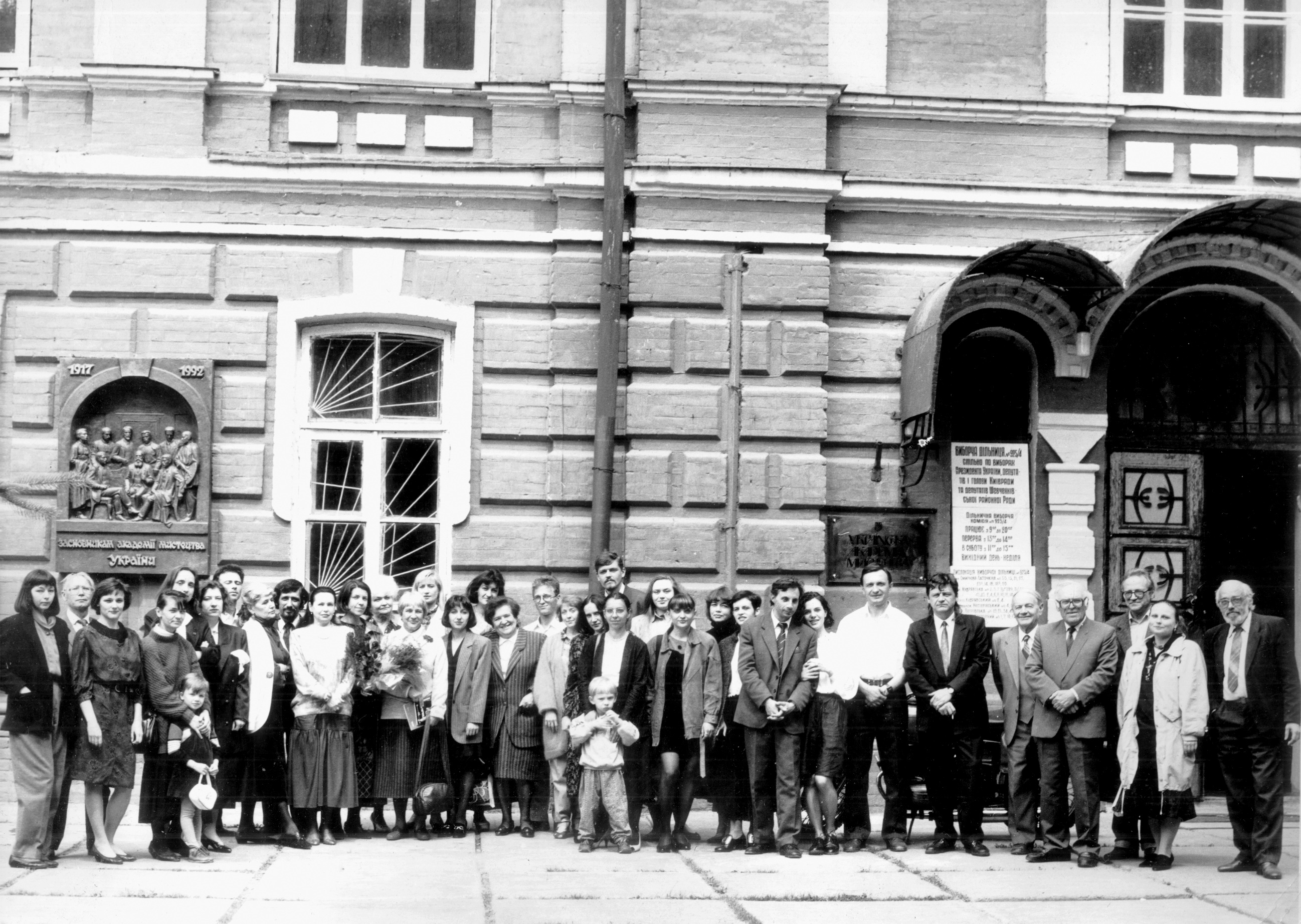
Выпускники и преподаватели факультета теории и истории искусств НАОМА перед входом в академию, 1994 год

Постановлением Кабинета министров Украины от 17 декабря 1992 года вузу возвращено первоначальное название — Украинская академия искусств, а согласно постановлению Кабинета министров Украины от 17 марта 1998 года она стала Академией изобразительного искусства и архитектуры. Решением Государственной аккредитационной комиссии Украины от 8 июля 1997 года академия аккредитована IV уровнем, а 23 ноября 1999 года — аттестована.
Как выдающемуся художественному образовательному центру, за значительные достижения в учебной и научной деятельности, подготовке художественных и научно-педагогических кадров в области изобразительного искусства и архитектуры академии Указом президента Украины от 11 сентября 2000 года предоставлен статус Национального учебного заведения.

## Герб академии
Центральной фигурой герба является стилизованное графическое изображение сирина, размещённое в поле геральдического барочного щита. Сирин — фантастическая птица с женской головой. По народным поверьям, сирин — вещая птица, которая знает прошлое и будущее, может заглянуть в потаённые уголки Вселенной. Как и феникс — сирин бессмертен, потому что каждый раз возрождается из пепла. В гербе сирин изображён с распростёртыми крыльями и взглядом, обращённым к зрителю. Он золотого цвета, что символизирует благородство и величие.
Щит, малинового цвета (геральдическое название — пурпурный). Барочная форма щита неслучайна, так как барокко является характернейшим для истории украинской культуры художественным направлением. Над щитом изображено золотое солнце, которое символизирует источник знаний и мастерства, просветительно-учебный характер академии.
Щит окружён венком из лавровых и дубовых листьев, обвитых лентой с надписью «Українська академія мистецтв». Венок ярко-зелёного цвета, символизирующем жизнь, богатство и бессмертие таланта и творчества. Лицевая сторона ленты — белого цвета, оборотная — голубого.
Художественное решение герба выполнил 1997 году как дипломную работу выпускник факультета графики Алексей Викторович Карпенко.

## Структура академии
В структуре вуза существует 3 факультета, 8 специализированных и 5 общеакадемических кафедр:
- объединённый факультет изобразительного искусства
  - кафедра живописи и композиции
  - кафедра графических искусств
  - кафедра скульптуры
  - кафедра реставрации произведений искусств
  - кафедра сценографии
- факультет архитектуры
  - кафедра архитектурного проектирования
  - кафедра синтеза искусств
  - кафедра архитектурных конструкций
- факультет теории и истории искусства
  - кафедра теории и истории искусства
  - кафедра культуры и социальных дисциплин
- общеакадемические кафедры
  - кафедра рисунка
  - класс рисунка
  - кафедра иностранных языков
  - кафедра физвоспитания

С целью подготовки научно-педагогических кадров высшей квалификации в области изобразительного искусства и архитектуры в академии создана аспирантура, в которой осуществляется подготовка научных работников по специальностям:
- Изобразительное искусство
- Теория архитектуры и реставрация памятников архитектуры

## Ректоры (директора)
- Ф. Г. Кричевский (1917—1918 и 1920—1922)
- Г. И. Нарбут (февраль 1918[4] — 23 мая 1920)
- Л. Ю. Крамаренко (1922—1924)
- И. И. Врона (1924—1930)
- Сергей Томах (1930—1934)
- Б. М. Кратко (1934)
- С. В. Ткаченко (1938—1940)
- И. Н. Штильман (1940—1944)
- М. А. Шаронов (1944—1951)
- С. А. Григорьев (1951—1955)
- А. С. Пащенко (1955—1958)
- А. П. Олейник (1958—1965)
- В. З. Бородай (1965—1973)[5]
- А. М. Лопухов (1973—1985)
- В. Н. Борисенко (1985—1988)
- А. В. Чебыкин (1989—2020)
- Остап Викторович Ковальчук (и. о. ректора, 2020—2021)
- Александр Петрович Цугорка (с августа 2021)

## Галерея

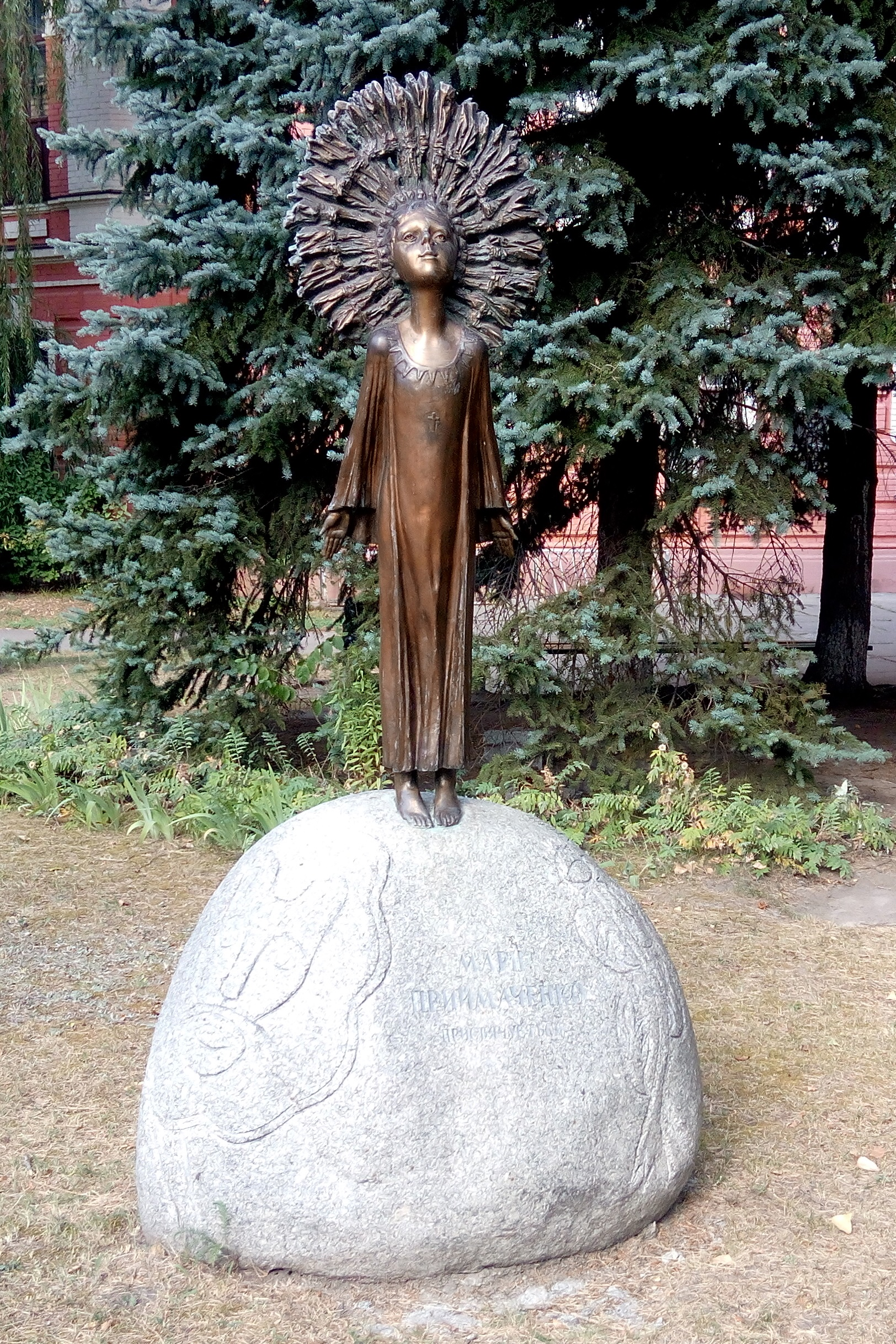
Бронзовая скульптура девочки
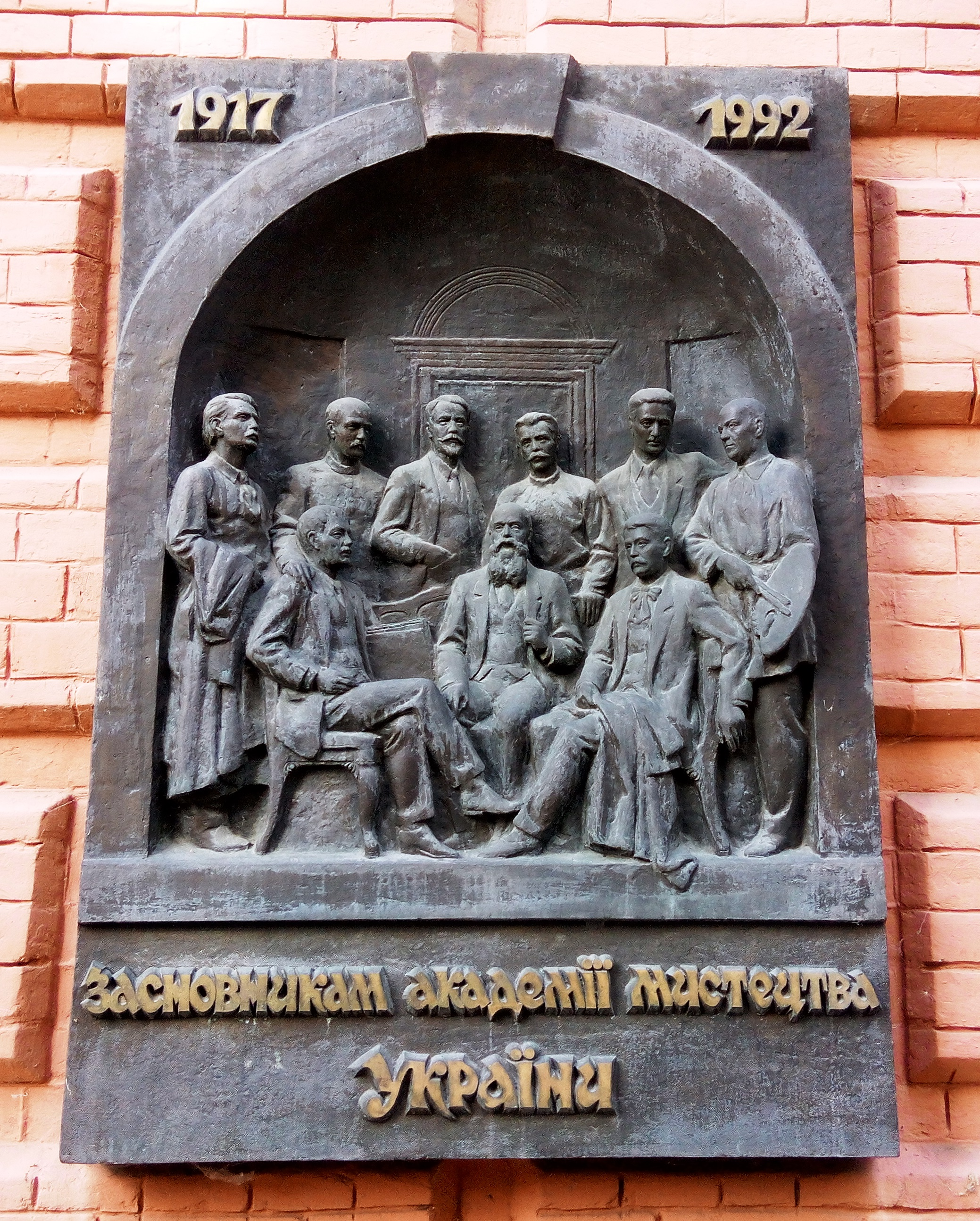
Памятная доска основателям академии
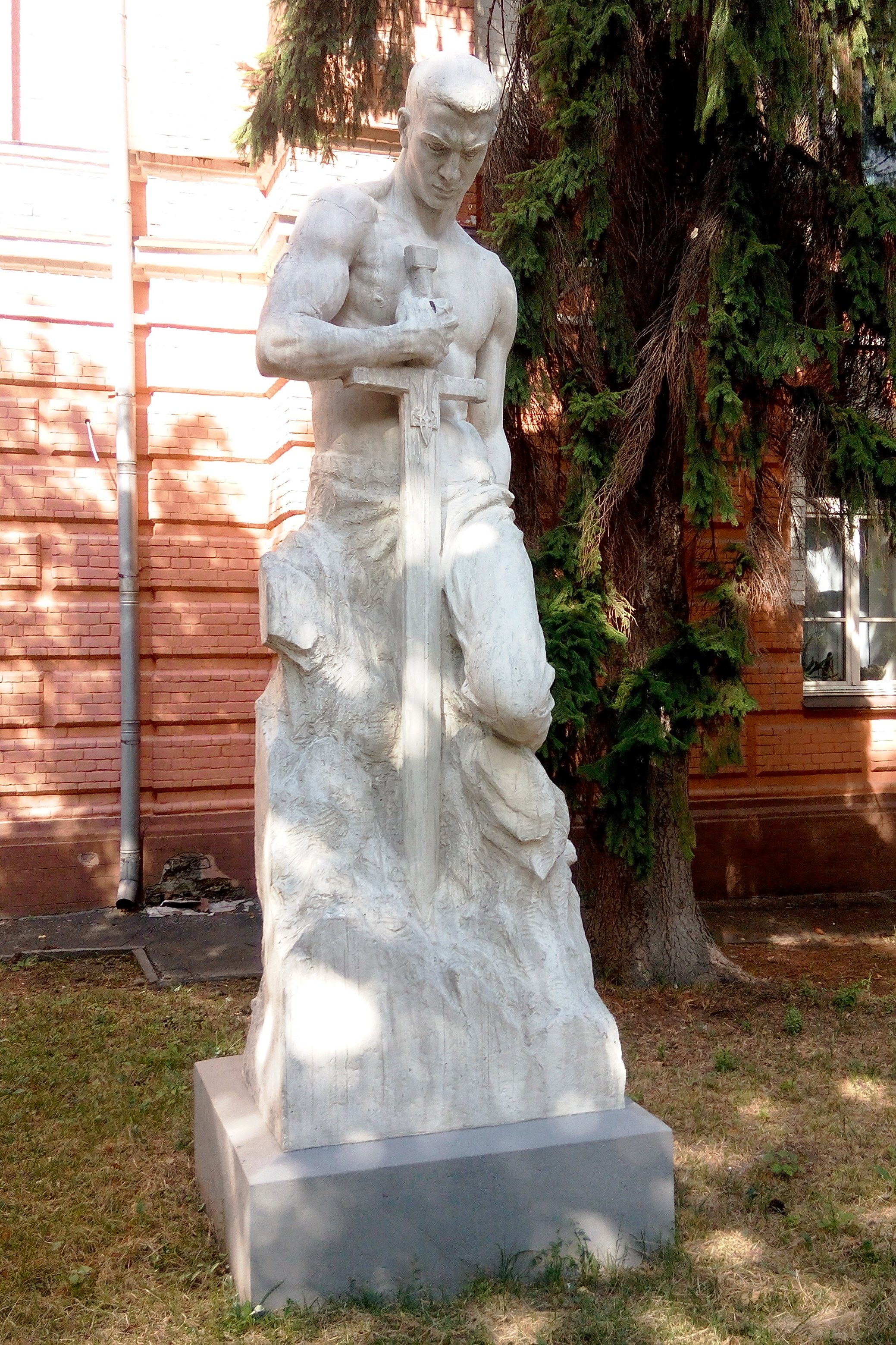
Скульптура воина с мечом
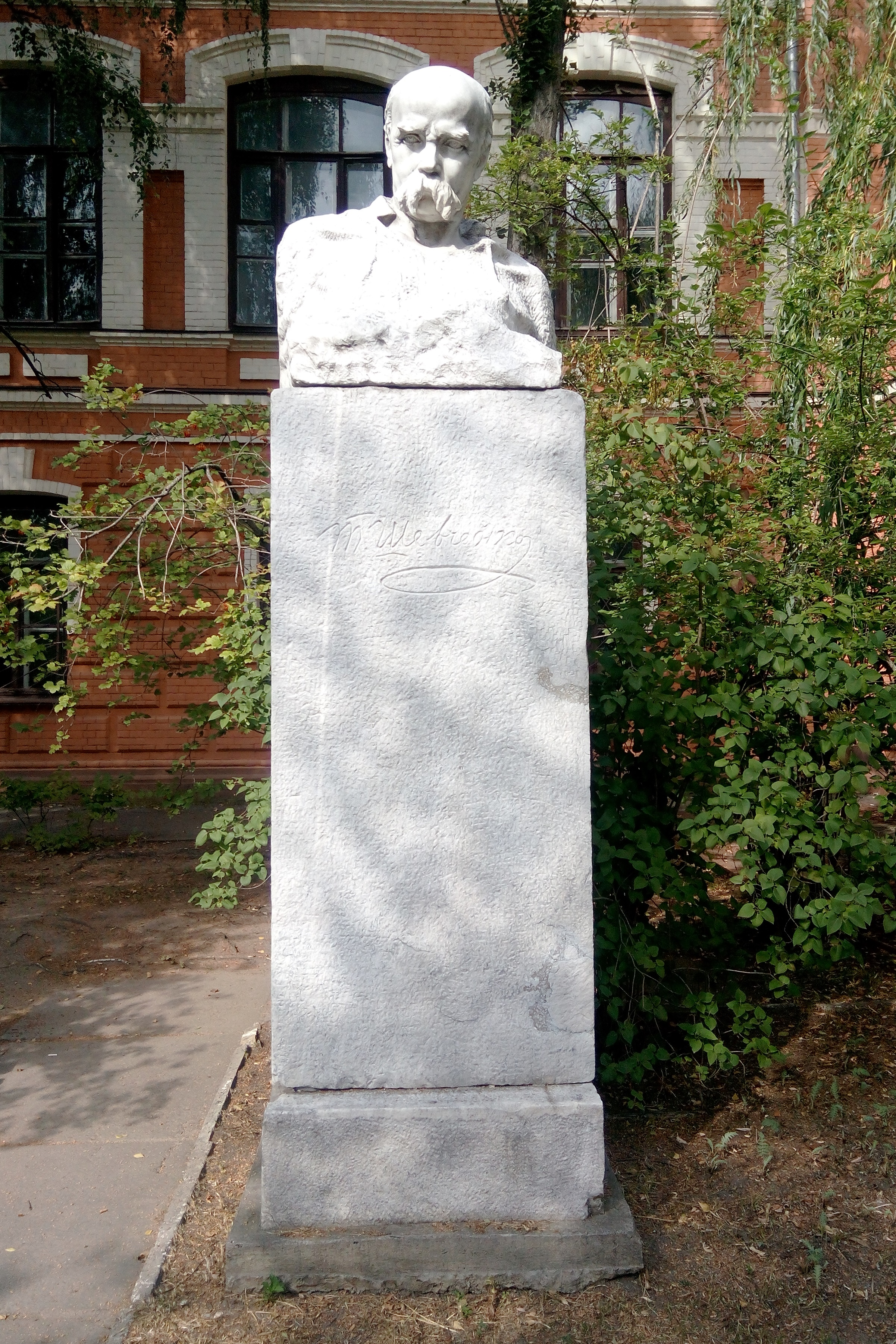
Бюст Тарасу Шевченко
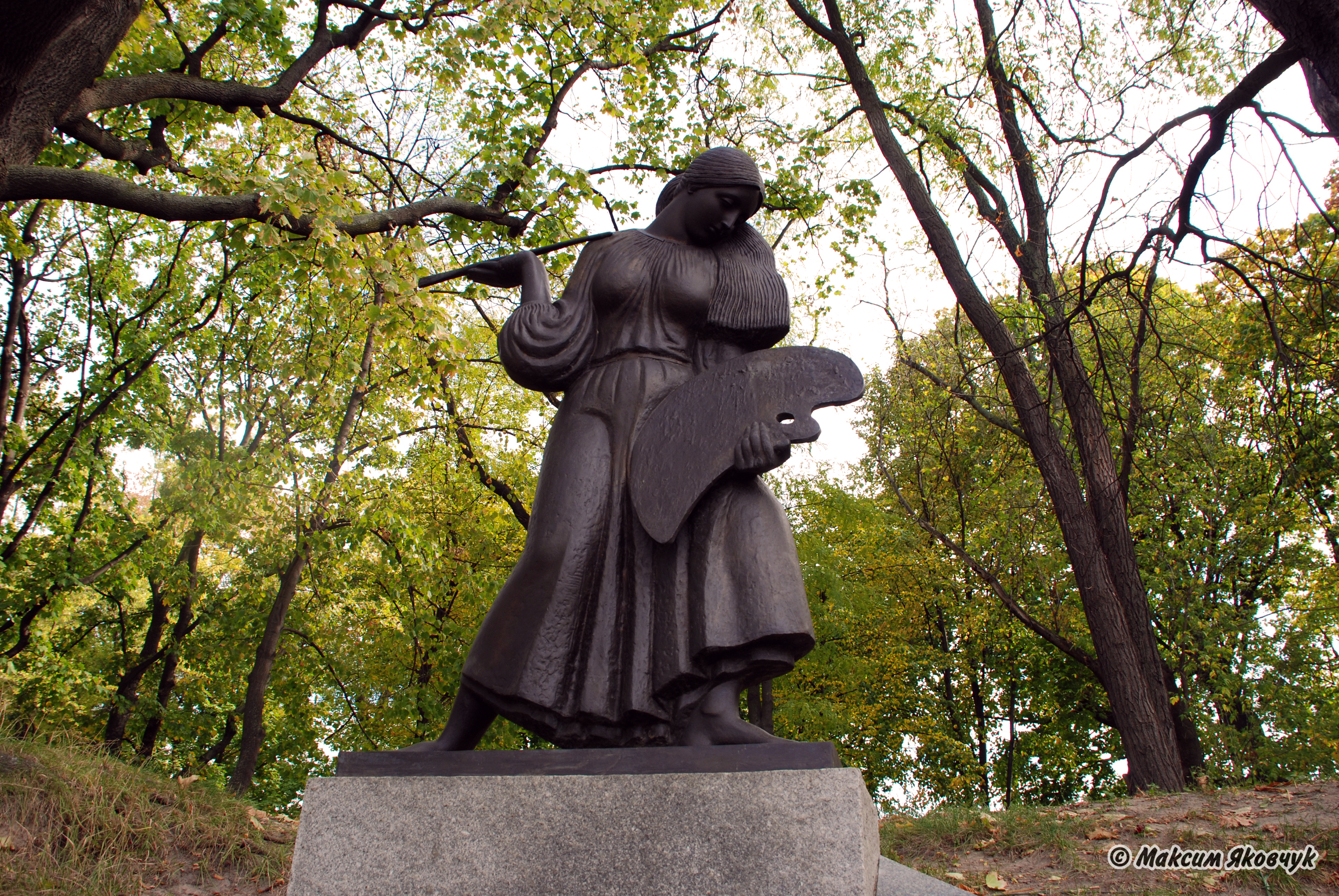
Памятник художникам, репрессированным в ходе большевистского террора